# (26854) 1992 WB
1992 دابليو بي (ويعرف أيضًا باسم (26854) 1992 دابليو بي وفق تسمية الكوكب الصغير) (بالإنجليزية: 1992 WB)‏ هو كويكب ضمن حزام الكويكبات؛ وترتيبه 26854 من حيث الاكتشاف.
اكتُشف هذا الجُرم الفلكي بواسطة هيروشي كانيدا في 16 نوفمبر 1992.

## وصلات خارجية
- (26854) 1992 WB في قاعدة بيانات مختبر الدفع النفاث لأجرام النظام الشمسي الصغيرة

- الاكتشاف · مخطط المدار ·  العناصر المدارية · المعلمات المادية

- (26854) 1992 WB على موقع ويكي سكاي: DSS2, SDSS, GALEX, IRAS, Hydrogen α, X-Ray, Astrophoto, Sky Map, Articles and images